# Shots
Shots je aplikace pro sdílení selfie, tedy fotek přední kamerou mezi svými přáteli a lidmi, kteří vás sledují. Aplikace je zatím dostupná pouze pro iOS.
Aplikaci vytvořili dva bratři – John Shahidi a Sam Shahidi, ale pouze první jmenovaný pracuje jako CEO společnosti.

## Možnosti
Shots je sociální platforma pouze pro iOS, která slouží primárně mladistvým sdílet své selfie fotky.
Focení v aplikaci je umožněno pouze přední kamerou. Shots nedovoluje přidávat staré, stažené fotky a ani jim neumožní je nijak upravovat, překreslovat a dopisovat do nich texty a to z důvodu prevence proti falešným účtům. Aplikace také neumožňuje přidávání komentářů, aby se předešlo problémům s kyberšikanou.
Shots nezobrazuje počet sledování a sledujících uživatele, jde je ovšem rozkliknout a spočítat počty uživatelů.

## Historie
Společnost byla poprvé finančně zasponzorována v roku 2012. Obnos, který byl do Shots vložen byl 1,6 milionů dolarů a investoval je Shervin Pishevar, Floyd Mayweather, Omar Epps, NALA Investmens a Tom McInerney. Bohužel aplikace nepřinesla očekávání od investorů a tak se od smlouvy a dalšího rozvoje odstoupilo.
Do společnosti podruhé a úspěšně investoval mladý popový zpěvák Justin Bieber, kdy do společnosti vložil 1,1 milionu dolarů. Tento mladík už dříve podporoval hry společnosti Shots Mobile Inc. a také vynaložil některé ze svých finančních obnosů do herních aplikací na Twitteru.
Shots vyšel na App Store poprvé v Listopadu 2013.